# Panenka Magazine
Panenka Magazine is een Nederlands kwartaalblad over voetbalcultuur. Het tijdschrift schrijft over de beleving rondom voetbalclubs, derby's, stadions en voetballers, binnen de drie pijlers stadionbeleving, fancultuur en voetbalromantiek, en is het oudste tijdschrift over voetbalcultuur in Nederland.

## Algemeen
Panenka Magazine werd in 2013 opgericht door Rene Otterloo, Tom Bodde en Bert Talens, en vernoemd naar de Tsjechische voetballer Antonín Panenka. Na toestemming van Panenka zelf werd het eerste nummer in september 2014 uitgebracht. Het was in Nederland op dat moment het eerste en enige tijdschrift over voetbalcultuur. Andere bladen, zoals Staantribune (december 2014) en Santos Magazine (november 2015) zouden spoedig volgen.
Anders dan de toen bekende tijdschriften over voetbal, besteedde Panenka Magazine aandacht aan de randzaken rondom de voetbalsport; op zoek naar voetbalerfgoed en de maatschappelijk betekenis van de sport. Bladen als Voetbal International en 11Voetbal besteedden sindsdien significant meer aandacht aan deze kant van de voetbalsport.
In 2021 stopten Tom Bodde en Rene Otterloo met hun werkzaamheden voor het tijdschrift. Peter Möhlmann is sindsdien de hoofdredacteur. Onder de andere medewerkers bevinden zich politicus Bert Westerink, sportjournalist Willem Vissers en keeper Andre Krul. Illustraties worden verzorgd door Trik.

## Qatar2022
In 2022 startte Panenka Magazine samen met Freek de Jonge en het Comité CancelQatar een petitie tegen het WK Voetbal in Qatar. Er werden ruim 20.000 handtekeningen opgehaald en overhandigd aan Marianne van Leeuwen, directeur betaald voetbal van de KNVB.

## Specials
Naast het reguliere tijdschrift geeft Panenka Magazine jaarlijks meerdere boeken en specials uit. In 2019 en 2020 verscheen Panenka Magazine daarnaast in Japan.